# Francesco Giberti
Francesco Giberti (Modena, 25 agosto 1890 – Fidenza, 19 febbraio 1952) è stato un vescovo cattolico italiano.

## Biografia
Il padre, un modesto commerciante, si chiamava Luigi e la madre Gioia Vittoria; dei loro otto figli due soli sopravvissero, il primogenito Francesco e l'ultima, Anna.
Nell'ottobre 1905 fu accolto nel seminario diocesano di Modena.
Il 6 aprile 1913 ricevette l'ordinazione sacerdotale.
Nel 1914 ebbe l'incarico dell'insegnamento della fisica e della matematica nel seminario di Modena. Fu nominato cappellano presso la parrocchia urbana di San Francesco e confessore presso l'Istituto "Buon Pastore".
Il 15 giugno 1915 don Francesco Giberti giunse nel territorio di guerra come soldato appartenente alla Sesta Compagnia di Sanità. Il 15 agosto 1919, il giorno dopo il congedo, rientrò in seminario a riprendere il suo posto di professore.
Dal 1919 al 1930 insegnò in seminario matematica, fisica; dal 1930 al 1943 insegnò religione e ascetica. Nel 1926 fu nominato cassiere della Curia Arcivescovile di Modena, ufficio che tenne fino al 31 maggio 1935. L'8 novembre 1928 fu nominato canonico della basilica metropolitana di Modena. Il 18 febbraio 1930 fu nominato direttore spirituale del seminario di Modena e nel 1935 rettore dello stesso seminario e direttore dell'istituto "Sordomute".
Il 12 maggio 1943 mons. Francesco Giberti fu eletto vescovo di Fidenza; il 20 giugno fu consacrato vescovo nella cattedrale di Modena da Cesare Boccoleri, arcivescovo di Modena, co-consacranti Mario Vianello, arcivescovo di Perugia e Vigilio Federico Dalla Zuanna, vescovo di Carpi. Sabato 11 settembre 1943, in forma tutta privata e all'insaputa di tutti, Francesco Giberti giunse a Fidenza in treno, accompagnato da due sacerdoti.
Il 1º marzo 1944 indisse la prima visita pastorale che aprì in cattedrale il 9 aprile, festa di Pasqua; la terminò nel dicembre 1947.
Il 2 maggio 1944 un bombardamento aereo distrusse parte del suo episcopio che il 13 dello stesso mese venne completamente rovinato con il seminario vescovile. Da allora il Vescovo, con tanti altri sfollati, abitò a Bargone di Salsomaggiore, nella villeggiatura estiva del seminario, ove fece trasportare le reliquie di San Donnino, patrono della diocesi. Lasciato il luogo dello sfollamento, ritornò ad abitare in città, tra le macerie, adattandosi in un locale del seminario distrutto, risparmiato dal bombardamento. Lì vivrà in povertà per sette anni fino alla morte.
Il 24 novembre 1945 papa Pio XII inviò la sua benedizione ai sacerdoti raccolti con il loro vescovo per i santi esercizi. Verranno ripetuti ogni anno. Il 29 gennaio 1948 annunciò la Peregrinatio Sancti Domnini. Il 12 ottobre 1949 fece iniziare i lavori del nuovo seminario, donando tutti i suoi risparmi. Il 2 febbraio 1950 comunicò che per l'Anno Santo in tutte le parrocchie verrà fatta la Peregrinatio Mariae. Nel dicembre 1950 terminò la seconda visita pastorale; nel 1951 iniziò la terza visita pastorale. Il 2 febbraio 1952 organizzò con i parroci urbani la missione paolina.
La sua figura nobilissima di asceta, per la sua particolare modestia, carità e bontà era cara a tutti i fidentini.

## Causa di beatificazione
Il 4 marzo 2007, con solenne apertura nella cattedrale di Fidenza, il vescovo Maurizio Galli ha avviato la causa di beatificazione.

## Genealogia episcopale
La genealogia episcopale è:
- Cardinale Scipione Rebiba
- Cardinale Giulio Antonio Santori
- Cardinale Girolamo Bernerio, O.P.
- Arcivescovo Galeazzo Sanvitale
- Cardinale Ludovico Ludovisi
- Cardinale Luigi Caetani
- Cardinale Ulderico Carpegna
- Cardinale Paluzzo Paluzzi Altieri degli Albertoni
- Papa Benedetto XIII
- Papa Benedetto XIV
- Cardinale Enrico Enriquez
- Arcivescovo Manuel Quintano Bonifaz
- Cardinale Buenaventura Córdoba Espinosa de la Cerda
- Cardinale Giuseppe Maria Doria Pamphilj
- Papa Pio VIII
- Papa Pio IX
- Cardinale Alessandro Franchi
- Cardinale Giovanni Simeoni
- Cardinale Antonio Agliardi
- Cardinale Basilio Pompilj
- Arcivescovo Amedeo Casabona
- Arcivescovo Cesare Boccoleri
- Vescovo Francesco Giberti